# Araespor darlingtoni
Araespor darlingtoni é uma espécie de cerambicídeo da tribo Achrysonini, com distribuição na Indonésia e Papua-Nova Guiné.

## Descrição
Com comprimento de 8.95 mm e largura 1,8 mm; possuem o corpo ligeiramente achatado, estreitado posteriormente; de cor testáceo, avermelhado na cabeça e protórax, este último com três linhas negras; élitros ligeiramente mais pálido do que as antenas, pernas e a parte inferior do tórax. Corpo moderadamente revestido com uma curta pubescência pálida, ligeiramente ereta. Superfícies ventrais moderadamente puncturada no tórax e no abdome debilmente puncturado.

### Cabeça
Cabeça curta, mais estreita do que o protórax; fronte transversal, moderadamente puncturada; vértice debilmente côncavo, finamente sulcado medialmente; occipital moderadamente puncturado. Antenas de 11 artículos, mais longa do que o corpo; escapo robusto, subcilíndrico, moderadamente puncturado.

### Tórax
Protórax mais longo do que largo, um pouco achatado, moderadamente arredondado nos lados; disco muito finamente e intimamente puncturado, ligeiramente irregular, com três linhas longitudinais levantadas, a mediana mais nítida, mas é a mais curta. Escutelo côncavo, com borda apical ligeiramente arredondado. Élitros duas vezes mais longo que a cabeça e o protórax, de forma uniforme e ligeiramente reduzido pouco antes do ápice, que é arredondado com angulosidade obtusa. Fêmures largos e achatados, tíbias posteriores quase reta, moderadamente robusta.

## Biologia
Cinnamomum é a planta hospedeira da espécie. Emergem a partir de abril até outubro.

## Distribuição
A espécie tem distribuição na Nova Guiné e Nova Bretanha.